# Wojciech Frykowski
Wojciech Frykowski o Voytek Frykowski (22 de diciembre de 1936, Lodz - 9 de agosto de 1969, Los Ángeles) fue un aspirante a escritor polaco amigo íntimo del director de cine Roman Polanski, conocido por ser una de las víctimas de la masacre de Cielo Drive cometida por seguidores de Charles Manson.

## Primeros años
Era uno de los tres hijos de Jan Frykowski, un pequeño impresor textil que luchó con las autoridades por mantener el control de su negocio durante la II Guerra Mundial. Wojciech se graduó en Química pero prefería frecuentar la Escuela de Cine de Lodz. Conoció a Polanski en un baile organizado en la escuela. Polanski controlaba la puerta y le negó la entrada porque Frykowski era un alborotador conocido. Según Polanski, casi acabaron a puñetazos pero unas semanas más tarde se volvieron a encontrar en un bar local y Wojciech le invitó a una copa, charlaron y se hicieron amigos. Era un excelente nadador por lo que fue contratado como salvavidas en el set del primer largometraje de Polanski, El cuchillo en el agua y aunque no aparece en los títulos de crédito, también financió y produjo su último cortometraje Mamíferos. Wojciech se casó en 1958 con la modelo Ewa Maria Morelle que un año después tuvo al único hijo de Frykowski, Bartlomiej (Bartek, en inglés; 1959-1999). Se casó en breves segundas nupcias, de 1963 a 1964, con la escritora Agnieszka Osiecka.

## Estados Unidos
Dejó Polonia en 1967 y, tras un tiempo en París, se mudó a Nueva York donde en diciembre de 1967 o enero de 1968 el escritor Jerzy Kosinski le presentó a Abigail Folger. Frykowski tenía un mal dominio del inglés, por lo que él y Abigail se comunicaron en francés, idioma en que había adquirido fluidez durante su estancia en París. Abigail le enseñó la ciudad de Nueva York, ayudándole con su inglés y enseñándole las costumbres americanas (que él anotó obedientemente en su cuaderno) y al poco iniciaron una relación. Frykowski empezó a escribir Voytek en lugar del impronunciable en Estados Unidos Wojciech.
En agosto de 1968 alquilaron un automóvil y se trasladaron a Los Ángeles, instalándose en Woodstock Road en la casa en alquiler de Cass Elliot cantante de The Mamas & the Papas. Frykowski tenía en mente ser escritor, empezando a escribir poesía. Trabajó brevemente como guionista en Paramount, pero renunció. El 1 de abril de 1969 se trasladaron a Cielo Drive mientras Roman Polanski y su esposa Sharon Tate trabajaban en Europa. Cuando Sharon regresó en julio, embarazada de su primer hijo, Polanski les preguntó a Abigail y Wojciech si podían quedarse con ella hasta su regreso de Londres en agosto.
Para entonces, la pareja ya no se sentía cómoda uno con el otro, sobre todo porque Frykowski había aumentado su consumo de drogas. Roman Polanski aseguró años más tarde que los rumores sobre que actuaba como un importante distribuidor en Hollywood no eran más que exageraciones de la prensa sensacionalista. Además, su costumbre de organizar fiestas en la mansión dejando entrar tanto a conocidos como a desconocidos molestaba a Sharon, que se quejó a su marido por teléfono. Polanski le dijo que Wojciech era como un osito de peluche y no se preocupara.

## Muerte en Cielo Drive
El 8 de agosto de 1969, Abigail y Wojciech se pasaron la tarde trasladando sus cosas de nuevo a Woostock Road, pues Roman tenía previsto regresar en tres días. Luego se fueron los tres a cenar con Jay Sebring al restaurante favorito de Sharon, El Coyote. Regresaron sobre las 22:30. Abigail se fue a su dormitorio y Sharon y Jay al principal a charlar, mientras Wojciech se quedaba dormido en el sofá del salón.
Sobre la medianoche Wojciech Frykowski se despertó por la presencia de Tex Watson. Preguntó qué hora era y Watson le respondió con una patada en la cabeza. Aún más confundido, Frykowski se sentó preguntándole: ¿Quién eres? y Watson que le apuntaba con un revólver le dijo: Soy el diablo y vengo a hacer las cosas del diablo.
Susan Atkins y Patricia Krenwinkel condujeron al salón a Folger, Sebring y Tate, Frykowski fue maniatado con una toalla. Cuando Sebring fue disparado por Watson, tanto Wojciech como Abigail trataron de huir en direcciones opuestas, ella hacia el jardín perseguida por Patricia Krenwinkel y él hacia la puerta principal tras soltarse y luchando con Susan Atkins, que le apuñaló en las piernas pidiendo ayuda a Tex Watson. Watson lo apuñaló y le golpeó en la cabeza con la culata del revólver hasta trece veces, tan fuerte que rompió el gatillo. Viendo que continuaba oponiendo resistencia, le pegó dos tiros antes de correr a la llamada de Krewinkel para rematar a Abigail. Frykowski alcanzó la puerta y miró a Linda Kasabian, que vigilaba el exterior, antes de caer. Watson regresó para rematarle cosiéndole a puñaladas. Los agresores recordaron durante el juicio su resistencia, que los llevó al ensañamiento: recibió en total 2 disparos, 13 golpes en la cabeza y 51 puñaladas.
El 22 de agosto de 1969 Wojciech Frykowski fue incinerado y sus cenizas enviadas a Europa. La urna fue colocada en el panteón familiar del cementerio de Saint Josef en Lodz.